# 安次区
安次区是河北省廊坊市下辖的一个市辖区。區人民政府駐金光道14號。

## 历史
西汉时置安次县，后废。元朝时为东安州。明朝洪武初年，降为东安县。民国初年，复置安次县。

## 人口
根据第七次全国人口普查结果， 2020 年 11 月 1 日零时，安次区常住人口为 479826 人，全区常住人口与 2010 年第六次全国人口普查的 367670 人相比，增加 112156 人，增长30.5%，年平均增长率为 2.70%。

## 气候
属暖温带大陆性季风气候，年平均气温11.4℃，7月份平均气温为26℃，年平均降水量598毫米，全年无霜冻期181—201天。

## 行政区划
安次区下辖3个街道办事处、4个镇、4个乡：
银河南路街道、光明西道街道、永华道街道、落垡镇、码头镇、葛渔城镇、东沽港镇、调河头镇、北史家务镇、杨税务镇和仇庄镇。